# Velcsőc
Velcsőc (szlovákul Velčice) Tarajosvelcsőc község településrésze, egykor önálló község Szlovákiában, a Trencséni kerületben, a Trencséni járásban.

## Fekvése
Trencséntől 8 km-re délnyugatra, a Vág jobb oldalán fekszik. Tarajosvelcsőc déli részét képezi.

## Története
A települést 1345-ben „Welchycz” alakban említik először, 1380-ban „Welczecz”, 1409-ben „Wilczicz”, 1462-ben „Welchycz” néven szerepel a korabeli forrásokban. A Velcsőczy, Slamkó és Ambró családok birtokában állt. 1598-ban malma és 34 háza volt. 1784-ben 61 házában 65 családban 379 lakosa élt.
A 18. század végén Vályi András így ír róla: „VELCSICZ. Tót falu Trentsén Várm. földes Urai több Uraságok, lakosai többfélék, fekszik Kohanóczhoz közel, mellynek filiája, Vág vize mellett; határbéli földgyei jók, vagyonnyai külömbfélék.”
1828-ban 62 háza és 426 lakosa volt. Lakói főként mezőgazdasággal foglalkoztak, később a közeli nagybirtokokon dolgoztak. A vizienergia hasznosítására a 19. század első felében Velcsőcön papírmalom épült.
Fényes Elek 1851-ben kiadott geográfiai szótárában így ír a faluról: „Velcsics, Trencsén m. tót falu, Chocholna mellett: 105 kath., 208 evang., 28 zsidó lak. Határa a Vágh felé termékeny; a Morva szélek felé hegyes, erdős, és sovány. Van savanyuviz-forrása, papirosmalma. F. u. többen. Ut. p. Trencsén.”
1910-ben 372, túlnyomórészt szlovák lakosa volt. A trianoni békéig Trencsén vármegye Trencséni járásához tartozott.
1960-ban egyesítették Tarajos községgel.

## Külső hivatkozások
- A község Szlovákia térképén

## Lásd még
- Tarajosvelcsőc
- Kistarajos
- Nagytarajos